# Angers 7
Angers 7 est une chaîne de télévision locale émettant en Maine-et-Loire, notamment autour d'Angers, entre le 3 septembre 2007 et le 13 mai 2010.

## Histoire de la chaîne
En janvier 2005, le Conseil supérieur de l'audiovisuel accorde une fréquence hertzienne de télévision analogique autour d'Angers à un projet porté par la société Angers 7.
Créée en juillet 2007 et lançant ses programmes le 3 septembre 2007, Angers 7 succède indirectement à TV10 Angers, chaîne locale angevine créée en décembre 1988 et diffusée progressivement à Angers, Saint-Barthélemy-d'Anjou, Écouflant et Beaucouzé.
Début 2010, la chaîne rencontre des difficultés à la suite du retrait de l'un de ses principaux actionnaires, le groupe SIPA - Ouest-France, tandis que la ville d'Angers, autre actionnaire majeur, ne souhaite pas renforcer sa participation. En avril 2010, la chaîne est mise en cessation de paiements puis en redressement judiciaire avant d'être placée en liquidation judiciaire le 12 mai 2010. Le soir même, à 19 h, les seize salariés d'Angers 7 mettent fin à l'antenne où un bandeau noir « Angers 7, c'est fini » apparaît.

### Identité visuelle (logo)

Logo d'Angers 7 à son lancement, en 2007.
Logo d'Angers 7 au moment de la disparition de la chaîne.

## Programmes
« Angers 7, promet la chaîne, c'est de l'info, du sport, des magazines, de la musique, des rencontres, des divertissements, de la fiction, des jeux... »
Une partie de la programmation d'intérêt régional ou général est commune aux stations Angers 7 et Nantes 7, toutes deux exploitées par le groupe Ouest-France jusqu'à fin 2009, mais elle est diffusée séparément par chaque station.
Les espaces publicitaires sont commercialisés pour Angers 7 et Nantes 7 par Régie TV Ouest.

## Diffusion
La chaîne est alors présente sur le réseau câblé et les ondes hertziennes analogiques et numériques (via la TNT) diffusées par l'émetteur de Rochefort-sur-Loire. Les antennes orientées vers l'émetteur de Mayet ne peuvent pas recevoir Angers 7, mais LMtv Sarthe.

## Annexe